# Стоддард, Лоренс
Лоренс Ральф «Чик» Стоддард (англ. Laurence Ralph "Chick" Stoddard; 22 декабря 1903, Нью-Йорк, Нью-Йорк — 26 января 1997, Бриджпорт, Коннектикут) — американский гребной рулевой, выступавший за сборную США по академической гребле в середине 1920-х годов. Чемпион летних Олимпийских игр в Париже в зачёте восьмёрок, победитель и призёр многих студенческих регат.

## Биография
Лоренс Стоддард родился 22 декабря 1903 года в Нью-Йорке, США.
Занимался академической греблей во время учёбы в Йельском университете в Нью-Хейвене, в качестве рулевого состоял в местной гребной команде «Йель Булдогс», неоднократно принимал участие в различных студенческих регатах.
Наивысшего успеха в гребле на международном уровне добился в сезоне 1924 года, когда, ещё будучи студентом университета, вошёл в основной состав американской национальной сборной и благодаря череде удачных выступлений удостоился права защищать честь страны на летних Олимпийских играх в Париже. В распашных восьмёрках благополучно преодолел полуфинальную стадию и в решающем финальном заезде обошёл всех своих соперников, в том числе более чем на 15 секунд опередил ближайших преследователей из Канады — тем самым завоевал золотую олимпийскую медаль.
Окончив университет, впоследствии работал в сфере грузового судоходства, являлся сотрудником West India Shipping Company.
Умер 26 января 1997 года в Бриджпорте, штат Коннектикут, в возрасте 93 лет.